# Canton de Séméac
Le canton de Séméac est un ancien canton français situé dans le département des Hautes-Pyrénées.

## Composition
Le canton de Séméac regroupait 10 communes et comptait 11 318 habitants en 2012.
| Communes       | Population (2012) | Code postal | Code Insee |
| -------------- | ----------------- | ----------- | ---------- |
| Allier         | 383               | 65360       | 65005      |
| Angos          | 203               | 65690       | 65010      |
| Barbazan-Debat | 3 477             | 65690       | 65062      |
| Bernac-Debat   | 636               | 65360       | 65083      |
| Bernac-Dessus  | 327               | 65360       | 65084      |
| Montignac      | 113               | 65690       | 65321      |
| Salles-Adour   | 424               | 65360       | 65401      |
| Sarrouilles    | 588               | 65600       | 65410      |
| Séméac         | 5 232             | 65600       | 65417      |
| Vielle-Adour   | 489               | 65360       | 65464      |

## Représentation
| Période | Période | Identité     | Étiquette | Qualité                                                                          |
| ------- | ------- | ------------ | --------- | -------------------------------------------------------------------------------- |
| 1973    | 1988    | André Noguès | PS        | Maire de Séméac (1947-1985)                                                      |
| 1988    | 2015    | Guy Dufaure  | PS        | Ingénieur retraité Maire de Séméac (1985-2010) Vice-président du conseil général |